# Chlorocypha mutans
Chlorocypha mutans là loài chuồn chuồn trong họ Chlorocyphidae. Loài này được Legrand & Couturier mô tả khoa học đầu tiên năm 1984.